# 苏珦
苏珦（635年—715年），雍州蓝田（今陕西蓝田）人。

## 家世
出身京兆武功苏氏。
- 祖父：苏虎，隋车骑将军、仪同三司、巴东郡公。
- 父：苏孝充，唐秦州都督[1]。

## 生平
苏珦举明经及第，授鄠县尉。他在任内使得当地诉讼减少，受到雍州长史李义琰赞赏。
垂拱初年（685年），苏珦拜右台监察御史。武则天欲诛除韩王李元嘉、鲁王李灵夔等李唐宗室，让苏珦暗中收集他们的罪状，苏珦提审后却奏称没有证据。于是有人声称苏珦同情韩王、鲁王，故意为他们免罪。武则天召苏珦诘问，苏珦抗议不回答。武则天很不高兴，说：“卿大雅之士，朕当别有驱使，此狱不假卿也。”让他去河西监军。
苏珦五迁至右司郎中。来俊臣手下党羽御史王弘义奉命在虢州采木，他役使百姓没有节度，造成大量伤亡。苏珦弹劾王弘义，将他废黜罢官。不久迁给事中，累授左肃政台御史大夫。当时武则天下令在白司马坂修建大佛像，耗费巨亿，苏珦以妨农进谏，武则天采纳。
神龙初年（705年），武三思擅权，雍州人韦月将上告武三思将有逆谋，反被武三思诬陷，唐中宗下令斩之。苏珦与大理卿尹思贞等人奏称当月非时不可行刑，韦月将改判流放岭南。武三思怀恨，将苏珦转为右御史大夫。不久外放为岐州刺史，后复为右台大夫。
707年，太子李重俊发动政变，但兵败被杀，中宗令苏珦穷究太子党羽，有罪犯将政变引到当时为相王的唐睿宗身上，苏珦仔细辩析事状，向中宗密奏相王无罪。中宗擢苏珦为户部尚书，赐爵河内郡公。寻授太子宾客、检校詹事，以年老致仕。开元三年卒，年八十一，赠兖州都督，谥曰文。
长子苏晋，亦知名。季子苏咸（681年—741年），字虚舟，左威卫将军、平陵县开国男。有墓誌銘出土。

## 延伸阅读
[在维基数据编辑]
 《舊唐書/卷100》，出自刘昫《舊唐書》
 《新唐書·卷128》，出自《新唐書》